# Нарікян Вартан Міхранович
Вартан Міхранович Нарікя́н (10 лютого 1906, Османська імперія — 30 грудня 1971, Коростень) — український радянський художник порцеляни.

## Біографія
Народився 10 лютого 1906 року в Османській імперії (нині Туреччина). Навчався і працював у французькому місті Бордо, пізніше на фарфоровому заводі в Афінах. Від 1932 року жив у Радянському Союзі. Упродовж 1933—1954 років працював на Баранівському; у 1956—1970 роках — на Коростенському фарфорових заводах. Помер у Коростені 30 грудня 1971 року.

## Творчість
Автор чайних і столових сервізів «Золота осінь», «16 радянських республік», «Дружба народів» (усі — 1940–1950-ті), «300 років возз'єднання» (1954), «Хліб» (1956), «Золотий колос» (1960-ті), «150 років від дня народження Тараса Шевченка» (1964), «Електрифікація» (1968); декоративних ваз, штофів (усі — 1960–1970-ті); сувеніра «Зірка» (1970).